# جائزة سان مارينو الكبرى للدراجات النارية 2010
جائزة سان مارينو الكبرى للدراجات النارية 2010 هو سباق دراجات نارية أقيم بتاريخ 5 سبتمبر 2010 في حلبة ميزانو الدولية. كان الجولة الثانية عشر من أصل 18 في سباق الجائزة الكبرى للدراجات النارية موسم 2010. فاز داني بيدروسا بفئة الموتو جي بي بينما جاء خورخي لورنزو في المركز الثاني وحصل على المركز الثالث فالنتينو روسي. فاز بفئة الموتو 2 الإسباني توني إلياس.

## وصلات خارجية
- الموقع الرسمي